# Classique de Saint-Sébastien 2025
La Classique de Saint-Sébastien 2025 (en basque : Donostia San Sebastian Klasikoa 2025; en espagnol : Clásica San Sebastián 2025) est la 44e édition de cette course cycliste masculine sur route. Elle a lieu le 2 août 2025 au Pays basque, en Espagne, et fait partie du calendrier UCI World Tour 2025. 

## Présentation
Déplacée d'une semaine en 2024 à cause des Jeux olympiques de Paris, la course retrouve son calendrier habituel au début d'août.

### Équipes
La Classique de Saint-Sébastien faisant partie du calendrier de l'UCI World Tour, les dix-huit « World Teams » y participent. Six équipes continentales professionnelles sont invitées.
| WorldTeams (18)- Alpecin-Deceuninck - Arkéa-B&B Hotels - Bahrain-Victorious - Cofidis - Decathlon AG2R La Mondiale Team - EF Education-EasyPost - Groupama-FDJ - Ineos Grenadiers - Intermarché-Wanty - Lidl-Trek - Movistar Team - Red Bull-BORA-hansgrohe - Soudal Quick-Step - Team Picnic-PostNL - Team Jayco AlUla - Team Visma \| Lease a Bike - UAE Team Emirates XRG - XDS Astana Team ProTeams (6)- Burgos-Burpellet-BH - Caja Rural-Seguros RGA - Equipo Kern Pharma - Euskaltel-Euskadi - Tudor Pro Cycling Team - Uno-X Mobility |
| |

## Classement final
| \| Classement général \| Classement général \| Classement général \| Classement général \| Classement général \| \| Coureur \| Coureur \| Pays \| Équipe \| Temps \| \| ------------------ \| ------------------ \| ------------------ \| ------------------ \| ------------------ \| |         |      |        |       |
| |         |      |        |       |
| Source : ProCyclingStats |         |      |        |       |
| Classement général |         |      |        |       |
| Coureur | Coureur | Pays | Équipe | Temps |

## Liste des participants
| Tudor Pro Cycling Team TUD           | Tudor Pro Cycling Team TUD | Tudor Pro Cycling Team TUD |
| ------------------------------------ | -------------------------- | -------------------------- |
| Num                                  | Coureur                    | Pos                        |
| 1                                    | Marc Hirschi (SUI)         |                            |
| 3                                    | Mathys Rondel (FRA)        |                            |
| 4                                    | Fabian Weiss (SUI)         |                            |
| 5                                    | Lawrence Warbasse (USA)    |                            |
| 6                                    | Lucas Eriksson (SWE)       |                            |
| 7                                    | Florian Stork (GER)        |                            |
| Directeur sportif : Morgan Lamoisson |                            |                            |

| UAE Team Emirates XRG UAD                     | UAE Team Emirates XRG UAD | UAE Team Emirates XRG UAD |
| --------------------------------------------- | ------------------------- | ------------------------- |
| Num                                           | Coureur                   | Pos                       |
| 11                                            | Igor Arrieta (ESP)        |                           |
| 12                                            | Juan Ayuso (ESP)          |                           |
| 13                                            | Jan Christen (SUI)        |                           |
| 14                                            | Alessandro Covi (ITA)     |                           |
| 15                                            | Isaac Del Toro (MEX)      |                           |
| 16                                            | Domen Novak (SLO)         |                           |
| 17                                            | Pavel Sivakov (FRA)       |                           |
| Directeur sportif : Fabrizio Guidi, Tomás Gil |                           |                           |

| Decathlon-AG2R La Mondiale DAT                       | Decathlon-AG2R La Mondiale DAT | Decathlon-AG2R La Mondiale DAT |
| ---------------------------------------------------- | ------------------------------ | ------------------------------ |
| Num                                                  | Coureur                        | Pos                            |
| 21                                                   | Léo Bisiaux (FRA)              |                                |
| 22                                                   | Aurélien Paret-Peintre (FRA)   |                                |
| 23                                                   | Nans Peters (FRA)              |                                |
| 24                                                   | Nicolas Prodhomme (FRA)        |                                |
| 25                                                   | Dries De Bondt (BEL)           |                                |
| 26                                                   | Sander De Pestel (BEL)         |                                |
| 27                                                   | Jordan Labrosse (FRA)          |                                |
| Directeur sportif : José Luis Arrieta, Julien Jurdie |                                |                                |

| Soudal Quick-Step SOQ                | Soudal Quick-Step SOQ    | Soudal Quick-Step SOQ |
| ------------------------------------ | ------------------------ | --------------------- |
| Num                                  | Coureur                  | Pos                   |
| 31                                   | Gianmarco Garofoli (ITA) |                       |
| 32                                   | Antoine Huby (FRA)       |                       |
| 33                                   | Gil Gelders (BEL)        |                       |
| 34                                   | Pieter Serry (BEL)       |                       |
| 35                                   | Junior Lecerf (BEL)      |                       |
| 36                                   | Mauri Vansevenant (BEL)  |                       |
| 37                                   | Louis Vervaeke (BEL)     |                       |
| Directeur sportif : Wilfried Peeters |                          |                       |

| Lidl-Trek LTK                                      | Lidl-Trek LTK               | Lidl-Trek LTK |
| -------------------------------------------------- | --------------------------- | ------------- |
| Num                                                | Coureur                     | Pos           |
| 41                                                 | Julien Bernard (FRA)        |               |
| 42                                                 | Giulio Ciccone (ITA)        |               |
| 43                                                 | Tao Geoghegan Hart (GBR)    |               |
| 44                                                 | Sam Oomen (NED)             |               |
| 45                                                 | Albert Philipsen            |               |
| 46                                                 | Quinn Simmons (USA) (route) |               |
| 47                                                 | Mattias Skjelmose (DEN)     |               |
| Directeur sportif : Steven de Jongh, Markel Irizar |                             |               |

| Red Bull-Bora-Hansgrohe RBH                     | Red Bull-Bora-Hansgrohe RBH | Red Bull-Bora-Hansgrohe RBH |
| ----------------------------------------------- | --------------------------- | --------------------------- |
| Num                                             | Coureur                     | Pos                         |
| 51                                              | Giovanni Aleotti (ITA)      |                             |
| 52                                              | Nico Denz (GER)             |                             |
| 53                                              | Giulio Pellizzari (ITA)     |                             |
| 54                                              | Matteo Sobrero (ITA)        |                             |
| 55                                              | Maxim Van Gils (BEL)        |                             |
| 56                                              | Primož Roglič (SLO)         |                             |
| 57                                              | Ben Zwiehoff (GER)          |                             |
| Directeur sportif : Patxi Vila, Pello Olaberria |                             |                             |

| Equipo Kern Pharma EKP            | Equipo Kern Pharma EKP    | Equipo Kern Pharma EKP |
| --------------------------------- | ------------------------- | ---------------------- |
| Num                               | Coureur                   | Pos                    |
| 61                                | Urko Berrade (ESP)        |                        |
| 62                                | Diego Uriarte (ESP)       |                        |
| 63                                | Unai Iribar (ESP)         |                        |
| 64                                | Iván Cobo (ESP)           |                        |
| 65                                | Jorge Gutiérrez (ESP)     |                        |
| 66                                | Ibon Ruiz (ESP)           |                        |
| 67                                | Mats Wenzel (LUX) (route) |                        |
| Directeur sportif : Mikel Ezkieta |                           |                        |

| Caja Rural-Seguros RGA CJR              | Caja Rural-Seguros RGA CJR    | Caja Rural-Seguros RGA CJR |
| --------------------------------------- | ----------------------------- | -------------------------- |
| Num                                     | Coureur                       | Pos                        |
| 71                                      | Sebastian Berwick (AUS)       |                            |
| 72                                      | Julen Arriolabengoa (ESP)     |                            |
| 73                                      | Samuel Fernández García (ESP) |                            |
| 74                                      | Abner González (PUR)          |                            |
| 75                                      | Joseba López (ESP)            |                            |
| 76                                      | Gorka Sorarrain (ESP)         |                            |
| 77                                      | Tyler Stites (USA)            |                            |
| Directeur sportif : Iñigo Altuna Maeztu |                               |                            |

| Movistar Team MOV                               | Movistar Team MOV       | Movistar Team MOV |
| ----------------------------------------------- | ----------------------- | ----------------- |
| Num                                             | Coureur                 | Pos               |
| 81                                              | Jorge Arcas (ESP)       |                   |
| 82                                              | Pablo Castrillo (ESP)   |                   |
| 83                                              | Jefferson Cepeda (ECU)  |                   |
| 84                                              | Nairo Quintana (COL)    |                   |
| 85                                              | Michel Hessmann (GER)   |                   |
| 86                                              | Gregor Mühlberger (AUT) |                   |
| 87                                              | Antonio Pedrero (ESP)   |                   |
| Directeur sportif : Xabier Muriel, Iván Velasco |                         |                   |

| EF Education-EasyPost EFE                             | EF Education-EasyPost EFE | EF Education-EasyPost EFE |
| ----------------------------------------------------- | ------------------------- | ------------------------- |
| Num                                                   | Coureur                   | Pos                       |
| 91                                                    | Neilson Powless (USA)     |                           |
| 92                                                    | James Shaw (GBR)          |                           |
| 93                                                    | Harry Sweeny (AUS)        |                           |
| 94                                                    | Alexander Cepeda (ECU)    |                           |
| 95                                                    | Lukas Nerurkar (GBR)      |                           |
| 96                                                    | Rui Costa (POR)           |                           |
| 97                                                    | Samuele Battistella (ITA) |                           |
| Directeur sportif : Juan Manuel Gárate, Ken Vanmarcke |                           |                           |

| Team Visma \| Lease a Bike TVL                     | Team Visma \| Lease a Bike TVL | Team Visma \| Lease a Bike TVL |
| -------------------------------------------------- | ------------------------------ | ------------------------------ |
| Num                                                | Coureur                        | Pos                            |
| 101                                                | Tiesj Benoot (BEL)             |                                |
| 102                                                | Attila Valter (HUN)            |                                |
| 103                                                | Tijmen Graat (NED)             |                                |
| 104                                                | Menno Huising (NED)            |                                |
| 105                                                | Jørgen Nordhagen (NOR)         |                                |
| 106                                                | Julien Vermote (BEL)           |                                |
| 107                                                | Cian Uijtdebroeks (BEL)        |                                |
| Directeur sportif : Frans Maassen, Maarten Wynants |                                |                                |

| Cofidis COF                                               | Cofidis COF           | Cofidis COF |
| --------------------------------------------------------- | --------------------- | ----------- |
| Num                                                       | Coureur               | Pos         |
| 111                                                       | Alex Aranburu (ESP)   |             |
| 112                                                       | Sergio Samitier (ESP) |             |
| 113                                                       | Simon Carr (GBR)      |             |
| 114                                                       | Valentin Ferron (FRA) |             |
| 115                                                       | Jesús Herrada (ESP)   |             |
| 116                                                       | Ion Izagirre (ESP)    |             |
| 117                                                       | Jonathan Lastra (ESP) |             |
| Directeur sportif : Bingen Fernández, Gorka Gerrikagoitia |                       |             |

| XDS Astana Team XAT                                 | XDS Astana Team XAT       | XDS Astana Team XAT |
| --------------------------------------------------- | ------------------------- | ------------------- |
| Num                                                 | Coureur                   | Pos                 |
| 121                                                 | Anthon Charmig (DEN)      |                     |
| 122                                                 | Nicola Conci (ITA)        |                     |
| 123                                                 | Lorenzo Fortunato (ITA)   |                     |
| 124                                                 | Harold Martín López (ECU) |                     |
| 125                                                 | Fausto Masnada (ITA)      |                     |
| 126                                                 | Darren van Bekkum (NED)   |                     |
| 127                                                 | Simone Velasco (ITA)      |                     |
| Directeur sportif : Bruno Cenghialta, Mario Manzoni |                           |                     |

| Intermarché-Wanty IWA                   | Intermarché-Wanty IWA   | Intermarché-Wanty IWA |
| --------------------------------------- | ----------------------- | --------------------- |
| Num                                     | Coureur                 | Pos                   |
| 131                                     | Louis Barré (FRA)       |                       |
| 132                                     | Kevin Colleoni (ITA)    |                       |
| 133                                     | Alexy Faure Prost (FRA) |                       |
| 134                                     | Louis Meintjes (RSA)    |                       |
| 135                                     | Simone Petilli (ITA)    |                       |
| 136                                     | Lorenzo Rota (ITA)      |                       |
| Directeur sportif : Sébastien Demarbaix |                         |                       |

| Team Picnic-PostNL TPP                   | Team Picnic-PostNL TPP    | Team Picnic-PostNL TPP |
| ---------------------------------------- | ------------------------- | ---------------------- |
| Num                                      | Coureur                   | Pos                    |
| 141                                      | Warren Barguil (FRA)      |                        |
| 142                                      | Frank van den Broek (NED) |                        |
| 143                                      | Romain Combaud (FRA)      |                        |
| 144                                      | Alexander Edmondson (AUS) |                        |
| 145                                      | Enzo Leijnse (NED)        |                        |
| 146                                      | Oscar Onley (GBR)         |                        |
| 147                                      | Kevin Vermaerke (USA)     |                        |
| Directeur sportif : Christian Guiberteau |                           |                        |

| Bahrain Victorious TBV            | Bahrain Victorious TBV  | Bahrain Victorious TBV |
| --------------------------------- | ----------------------- | ---------------------- |
| Num                               | Coureur                 | Pos                    |
| 151                               | Pello Bilbao (ESP)      |                        |
| 152                               | Nicolò Buratti (ITA)    |                        |
| 153                               | Afonso Eulálio (POR)    |                        |
| 154                               | Lenny Martinez (FRA)    |                        |
| 155                               | Fran Miholjević (CRO)   |                        |
| 156                               | Antonio Tiberi (ITA)    |                        |
| 157                               | Edoardo Zambanini (ITA) |                        |
| Directeur sportif : Neil Stephens |                         |                        |

| Euskaltel-Euskadi EUS                         | Euskaltel-Euskadi EUS   | Euskaltel-Euskadi EUS |
| --------------------------------------------- | ----------------------- | --------------------- |
| Num                                           | Coureur                 | Pos                   |
| 161                                           | Gotzon Martín (ESP)     |                       |
| 162                                           | Iker Mintegi (ESP)      |                       |
| 163                                           | Mikel Bizkarra (ESP)    |                       |
| 164                                           | Louis Sutton (GBR)      |                       |
| 165                                           | Jon Agirre (ESP)        |                       |
| 166                                           | Txomin Juaristi (ESP)   |                       |
| 167                                           | Jokin Murguialday (ESP) |                       |
| Directeur sportif : Jorge Azanza, Rubén Pérez |                         |                       |

| Arkéa-B&B Hotels ARK               | Arkéa-B&B Hotels ARK    | Arkéa-B&B Hotels ARK |
| ---------------------------------- | ----------------------- | -------------------- |
| Num                                | Coureur                 | Pos                  |
| 171                                | Ewen Costiou (FRA)      |                      |
| 172                                | Anthony Delaplace (FRA) |                      |
| 173                                | Élie Gesbert (FRA)      |                      |
| 174                                | Victor Guernalec (FRA)  |                      |
| 175                                | Laurens Huys (BEL)      |                      |
| 176                                | Michel Ries (LUX)       |                      |
| 177                                | Martin Tjøtta (NOR)     |                      |
| Directeur sportif : Mickaël Leveau |                         |                      |

| Team Jayco AlUla JAY             | Team Jayco AlUla JAY         | Team Jayco AlUla JAY |
| -------------------------------- | ---------------------------- | -------------------- |
| Num                              | Coureur                      | Pos                  |
| 181                              | Luke Durbridge (AUS) (route) |                      |
| 182                              | Chris Harper (AUS)           |                      |
| 183                              | Alan Hatherly (RSA)          |                      |
| 184                              | Asbjørn Hellemose (DEN)      |                      |
| 185                              | Paul Double (GBR)            |                      |
| 186                              | Luke Plapp (AUS)             |                      |
| 187                              | Mauro Schmid (SUI) (route)   |                      |
| Directeur sportif : Rafael Valls |                              |                      |

| Groupama-FDJ GFC                     | Groupama-FDJ GFC          | Groupama-FDJ GFC |
| ------------------------------------ | ------------------------- | ---------------- |
| Num                                  | Coureur                   | Pos              |
| 191                                  | Clément Braz Afonso (FRA) |                  |
| 192                                  | Kevin Geniets (LUX)       |                  |
| 193                                  | Romain Grégoire (FRA)     |                  |
| 194                                  | Olivier Le Gac (FRA)      |                  |
| 195                                  | Eddy Le Huitouze (FRA)    |                  |
| 196                                  | Rémy Rochas (FRA)         |                  |
| 197                                  | Brieuc Rolland (FRA)      |                  |
| Directeur sportif : Philippe Mauduit |                           |                  |

| Alpecin-Deceuninck ADC                                | Alpecin-Deceuninck ADC | Alpecin-Deceuninck ADC |
| ----------------------------------------------------- | ---------------------- | ---------------------- |
| Num                                                   | Coureur                | Pos                    |
| 201                                                   | Tibor Del Grosso (NED) |                        |
| 202                                                   | Quinten Hermans (BEL)  |                        |
| 203                                                   | Jimmy Janssens (BEL)   |                        |
| 204                                                   | Xandro Meurisse (BEL)  |                        |
| 205                                                   | Henri Uhlig (GER)      |                        |
| 206                                                   | Stan Van Tricht (BEL)  |                        |
| 207                                                   | Emiel Verstrynge (BEL) |                        |
| Directeur sportif : Preben Van Hecke, Jens Keukeleire |                        |                        |

| Ineos Grenadiers IGD                             | Ineos Grenadiers IGD               | Ineos Grenadiers IGD |
| ------------------------------------------------ | ---------------------------------- | -------------------- |
| Num                                              | Coureur                            | Pos                  |
| 211                                              | Andrew August (USA)                |                      |
| 212                                              | Omar Fraile (ESP)                  |                      |
| 213                                              | Michał Kwiatkowski (POL)           |                      |
| 214                                              | Victor Langellotti (MON)           |                      |
| 215                                              | Michael Leonard (CAN)              |                      |
| 216                                              | Óscar Rodríguez Garaicoechea (ESP) |                      |
| 217                                              | Ben Swift (GBR)                    |                      |
| Directeur sportif : Imanol Erviti, Xabier Zandio |                                    |                      |

| Uno-X Mobility UXM                                     | Uno-X Mobility UXM            | Uno-X Mobility UXM |
| ------------------------------------------------------ | ----------------------------- | ------------------ |
| Num                                                    | Coureur                       | Pos                |
| 221                                                    | Anders Johannessen (NOR)      |                    |
| 222                                                    | Tobias Johannessen (NOR)      |                    |
| 223                                                    | Simon Dalby (DEN)             |                    |
| 224                                                    | Jonas Iversby Hvideberg (NOR) |                    |
| 225                                                    | Johannes Kulset (NOR)         |                    |
| 226                                                    | Andreas Kron (DEN)            |                    |
| 227                                                    | Anders Skaarseth (NOR)        |                    |
| Directeur sportif : Leonard Snoeks, Gino Van Oudenhove |                               |                    |

| Burgos-Burpellet-BH BBH           | Burgos-Burpellet-BH BBH    | Burgos-Burpellet-BH BBH |
| --------------------------------- | -------------------------- | ----------------------- |
| Num                               | Coureur                    | Pos                     |
| 231                               | Mario Aparicio (ESP)       |                         |
| 232                               | Josh Burnett (NZL)         |                         |
| 233                               | José Luis Faura (ESP)      |                         |
| 234                               | Ander Okamika (ESP)        |                         |
| 235                               | Sergio Chumil (GUA)        |                         |
| 236                               | Merhawi Kudus (ERI)        |                         |
| 237                               | Carlos García Pierna (ESP) |                         |
| Directeur sportif : Damien Garcia |                            |                         |

| Tudor Pro Cycling Team TUD           | Tudor Pro Cycling Team TUD | Tudor Pro Cycling Team TUD |
| ------------------------------------ | -------------------------- | -------------------------- |
| Num                                  | Coureur                    | Pos                        |
| 1                                    | Marc Hirschi (SUI)         |                            |
| 3                                    | Mathys Rondel (FRA)        |                            |
| 4                                    | Fabian Weiss (SUI)         |                            |
| 5                                    | Lawrence Warbasse (USA)    |                            |
| 6                                    | Lucas Eriksson (SWE)       |                            |
| 7                                    | Florian Stork (GER)        |                            |
| Directeur sportif : Morgan Lamoisson |                            |                            |

| UAE Team Emirates XRG UAD                     | UAE Team Emirates XRG UAD | UAE Team Emirates XRG UAD |
| --------------------------------------------- | ------------------------- | ------------------------- |
| Num                                           | Coureur                   | Pos                       |
| 11                                            | Igor Arrieta (ESP)        |                           |
| 12                                            | Juan Ayuso (ESP)          |                           |
| 13                                            | Jan Christen (SUI)        |                           |
| 14                                            | Alessandro Covi (ITA)     |                           |
| 15                                            | Isaac Del Toro (MEX)      |                           |
| 16                                            | Domen Novak (SLO)         |                           |
| 17                                            | Pavel Sivakov (FRA)       |                           |
| Directeur sportif : Fabrizio Guidi, Tomás Gil |                           |                           |

| Decathlon-AG2R La Mondiale DAT                       | Decathlon-AG2R La Mondiale DAT | Decathlon-AG2R La Mondiale DAT |
| ---------------------------------------------------- | ------------------------------ | ------------------------------ |
| Num                                                  | Coureur                        | Pos                            |
| 21                                                   | Léo Bisiaux (FRA)              |                                |
| 22                                                   | Aurélien Paret-Peintre (FRA)   |                                |
| 23                                                   | Nans Peters (FRA)              |                                |
| 24                                                   | Nicolas Prodhomme (FRA)        |                                |
| 25                                                   | Dries De Bondt (BEL)           |                                |
| 26                                                   | Sander De Pestel (BEL)         |                                |
| 27                                                   | Jordan Labrosse (FRA)          |                                |
| Directeur sportif : José Luis Arrieta, Julien Jurdie |                                |                                |

| Soudal Quick-Step SOQ                | Soudal Quick-Step SOQ    | Soudal Quick-Step SOQ |
| ------------------------------------ | ------------------------ | --------------------- |
| Num                                  | Coureur                  | Pos                   |
| 31                                   | Gianmarco Garofoli (ITA) |                       |
| 32                                   | Antoine Huby (FRA)       |                       |
| 33                                   | Gil Gelders (BEL)        |                       |
| 34                                   | Pieter Serry (BEL)       |                       |
| 35                                   | Junior Lecerf (BEL)      |                       |
| 36                                   | Mauri Vansevenant (BEL)  |                       |
| 37                                   | Louis Vervaeke (BEL)     |                       |
| Directeur sportif : Wilfried Peeters |                          |                       |

| Lidl-Trek LTK                                      | Lidl-Trek LTK               | Lidl-Trek LTK |
| -------------------------------------------------- | --------------------------- | ------------- |
| Num                                                | Coureur                     | Pos           |
| 41                                                 | Julien Bernard (FRA)        |               |
| 42                                                 | Giulio Ciccone (ITA)        |               |
| 43                                                 | Tao Geoghegan Hart (GBR)    |               |
| 44                                                 | Sam Oomen (NED)             |               |
| 45                                                 | Albert Philipsen            |               |
| 46                                                 | Quinn Simmons (USA) (route) |               |
| 47                                                 | Mattias Skjelmose (DEN)     |               |
| Directeur sportif : Steven de Jongh, Markel Irizar |                             |               |

| Red Bull-Bora-Hansgrohe RBH                     | Red Bull-Bora-Hansgrohe RBH | Red Bull-Bora-Hansgrohe RBH |
| ----------------------------------------------- | --------------------------- | --------------------------- |
| Num                                             | Coureur                     | Pos                         |
| 51                                              | Giovanni Aleotti (ITA)      |                             |
| 52                                              | Nico Denz (GER)             |                             |
| 53                                              | Giulio Pellizzari (ITA)     |                             |
| 54                                              | Matteo Sobrero (ITA)        |                             |
| 55                                              | Maxim Van Gils (BEL)        |                             |
| 56                                              | Primož Roglič (SLO)         |                             |
| 57                                              | Ben Zwiehoff (GER)          |                             |
| Directeur sportif : Patxi Vila, Pello Olaberria |                             |                             |

| Equipo Kern Pharma EKP            | Equipo Kern Pharma EKP    | Equipo Kern Pharma EKP |
| --------------------------------- | ------------------------- | ---------------------- |
| Num                               | Coureur                   | Pos                    |
| 61                                | Urko Berrade (ESP)        |                        |
| 62                                | Diego Uriarte (ESP)       |                        |
| 63                                | Unai Iribar (ESP)         |                        |
| 64                                | Iván Cobo (ESP)           |                        |
| 65                                | Jorge Gutiérrez (ESP)     |                        |
| 66                                | Ibon Ruiz (ESP)           |                        |
| 67                                | Mats Wenzel (LUX) (route) |                        |
| Directeur sportif : Mikel Ezkieta |                           |                        |

| Caja Rural-Seguros RGA CJR              | Caja Rural-Seguros RGA CJR    | Caja Rural-Seguros RGA CJR |
| --------------------------------------- | ----------------------------- | -------------------------- |
| Num                                     | Coureur                       | Pos                        |
| 71                                      | Sebastian Berwick (AUS)       |                            |
| 72                                      | Julen Arriolabengoa (ESP)     |                            |
| 73                                      | Samuel Fernández García (ESP) |                            |
| 74                                      | Abner González (PUR)          |                            |
| 75                                      | Joseba López (ESP)            |                            |
| 76                                      | Gorka Sorarrain (ESP)         |                            |
| 77                                      | Tyler Stites (USA)            |                            |
| Directeur sportif : Iñigo Altuna Maeztu |                               |                            |

| Movistar Team MOV                               | Movistar Team MOV       | Movistar Team MOV |
| ----------------------------------------------- | ----------------------- | ----------------- |
| Num                                             | Coureur                 | Pos               |
| 81                                              | Jorge Arcas (ESP)       |                   |
| 82                                              | Pablo Castrillo (ESP)   |                   |
| 83                                              | Jefferson Cepeda (ECU)  |                   |
| 84                                              | Nairo Quintana (COL)    |                   |
| 85                                              | Michel Hessmann (GER)   |                   |
| 86                                              | Gregor Mühlberger (AUT) |                   |
| 87                                              | Antonio Pedrero (ESP)   |                   |
| Directeur sportif : Xabier Muriel, Iván Velasco |                         |                   |

| EF Education-EasyPost EFE                             | EF Education-EasyPost EFE | EF Education-EasyPost EFE |
| ----------------------------------------------------- | ------------------------- | ------------------------- |
| Num                                                   | Coureur                   | Pos                       |
| 91                                                    | Neilson Powless (USA)     |                           |
| 92                                                    | James Shaw (GBR)          |                           |
| 93                                                    | Harry Sweeny (AUS)        |                           |
| 94                                                    | Alexander Cepeda (ECU)    |                           |
| 95                                                    | Lukas Nerurkar (GBR)      |                           |
| 96                                                    | Rui Costa (POR)           |                           |
| 97                                                    | Samuele Battistella (ITA) |                           |
| Directeur sportif : Juan Manuel Gárate, Ken Vanmarcke |                           |                           |

| Team Visma \| Lease a Bike TVL                     | Team Visma \| Lease a Bike TVL | Team Visma \| Lease a Bike TVL |
| -------------------------------------------------- | ------------------------------ | ------------------------------ |
| Num                                                | Coureur                        | Pos                            |
| 101                                                | Tiesj Benoot (BEL)             |                                |
| 102                                                | Attila Valter (HUN)            |                                |
| 103                                                | Tijmen Graat (NED)             |                                |
| 104                                                | Menno Huising (NED)            |                                |
| 105                                                | Jørgen Nordhagen (NOR)         |                                |
| 106                                                | Julien Vermote (BEL)           |                                |
| 107                                                | Cian Uijtdebroeks (BEL)        |                                |
| Directeur sportif : Frans Maassen, Maarten Wynants |                                |                                |

| Cofidis COF                                               | Cofidis COF           | Cofidis COF |
| --------------------------------------------------------- | --------------------- | ----------- |
| Num                                                       | Coureur               | Pos         |
| 111                                                       | Alex Aranburu (ESP)   |             |
| 112                                                       | Sergio Samitier (ESP) |             |
| 113                                                       | Simon Carr (GBR)      |             |
| 114                                                       | Valentin Ferron (FRA) |             |
| 115                                                       | Jesús Herrada (ESP)   |             |
| 116                                                       | Ion Izagirre (ESP)    |             |
| 117                                                       | Jonathan Lastra (ESP) |             |
| Directeur sportif : Bingen Fernández, Gorka Gerrikagoitia |                       |             |

| XDS Astana Team XAT                                 | XDS Astana Team XAT       | XDS Astana Team XAT |
| --------------------------------------------------- | ------------------------- | ------------------- |
| Num                                                 | Coureur                   | Pos                 |
| 121                                                 | Anthon Charmig (DEN)      |                     |
| 122                                                 | Nicola Conci (ITA)        |                     |
| 123                                                 | Lorenzo Fortunato (ITA)   |                     |
| 124                                                 | Harold Martín López (ECU) |                     |
| 125                                                 | Fausto Masnada (ITA)      |                     |
| 126                                                 | Darren van Bekkum (NED)   |                     |
| 127                                                 | Simone Velasco (ITA)      |                     |
| Directeur sportif : Bruno Cenghialta, Mario Manzoni |                           |                     |

| Intermarché-Wanty IWA                   | Intermarché-Wanty IWA   | Intermarché-Wanty IWA |
| --------------------------------------- | ----------------------- | --------------------- |
| Num                                     | Coureur                 | Pos                   |
| 131                                     | Louis Barré (FRA)       |                       |
| 132                                     | Kevin Colleoni (ITA)    |                       |
| 133                                     | Alexy Faure Prost (FRA) |                       |
| 134                                     | Louis Meintjes (RSA)    |                       |
| 135                                     | Simone Petilli (ITA)    |                       |
| 136                                     | Lorenzo Rota (ITA)      |                       |
| Directeur sportif : Sébastien Demarbaix |                         |                       |

| Team Picnic-PostNL TPP                   | Team Picnic-PostNL TPP    | Team Picnic-PostNL TPP |
| ---------------------------------------- | ------------------------- | ---------------------- |
| Num                                      | Coureur                   | Pos                    |
| 141                                      | Warren Barguil (FRA)      |                        |
| 142                                      | Frank van den Broek (NED) |                        |
| 143                                      | Romain Combaud (FRA)      |                        |
| 144                                      | Alexander Edmondson (AUS) |                        |
| 145                                      | Enzo Leijnse (NED)        |                        |
| 146                                      | Oscar Onley (GBR)         |                        |
| 147                                      | Kevin Vermaerke (USA)     |                        |
| Directeur sportif : Christian Guiberteau |                           |                        |

| Bahrain Victorious TBV            | Bahrain Victorious TBV  | Bahrain Victorious TBV |
| --------------------------------- | ----------------------- | ---------------------- |
| Num                               | Coureur                 | Pos                    |
| 151                               | Pello Bilbao (ESP)      |                        |
| 152                               | Nicolò Buratti (ITA)    |                        |
| 153                               | Afonso Eulálio (POR)    |                        |
| 154                               | Lenny Martinez (FRA)    |                        |
| 155                               | Fran Miholjević (CRO)   |                        |
| 156                               | Antonio Tiberi (ITA)    |                        |
| 157                               | Edoardo Zambanini (ITA) |                        |
| Directeur sportif : Neil Stephens |                         |                        |

| Euskaltel-Euskadi EUS                         | Euskaltel-Euskadi EUS   | Euskaltel-Euskadi EUS |
| --------------------------------------------- | ----------------------- | --------------------- |
| Num                                           | Coureur                 | Pos                   |
| 161                                           | Gotzon Martín (ESP)     |                       |
| 162                                           | Iker Mintegi (ESP)      |                       |
| 163                                           | Mikel Bizkarra (ESP)    |                       |
| 164                                           | Louis Sutton (GBR)      |                       |
| 165                                           | Jon Agirre (ESP)        |                       |
| 166                                           | Txomin Juaristi (ESP)   |                       |
| 167                                           | Jokin Murguialday (ESP) |                       |
| Directeur sportif : Jorge Azanza, Rubén Pérez |                         |                       |

| Arkéa-B&B Hotels ARK               | Arkéa-B&B Hotels ARK    | Arkéa-B&B Hotels ARK |
| ---------------------------------- | ----------------------- | -------------------- |
| Num                                | Coureur                 | Pos                  |
| 171                                | Ewen Costiou (FRA)      |                      |
| 172                                | Anthony Delaplace (FRA) |                      |
| 173                                | Élie Gesbert (FRA)      |                      |
| 174                                | Victor Guernalec (FRA)  |                      |
| 175                                | Laurens Huys (BEL)      |                      |
| 176                                | Michel Ries (LUX)       |                      |
| 177                                | Martin Tjøtta (NOR)     |                      |
| Directeur sportif : Mickaël Leveau |                         |                      |

| Team Jayco AlUla JAY             | Team Jayco AlUla JAY         | Team Jayco AlUla JAY |
| -------------------------------- | ---------------------------- | -------------------- |
| Num                              | Coureur                      | Pos                  |
| 181                              | Luke Durbridge (AUS) (route) |                      |
| 182                              | Chris Harper (AUS)           |                      |
| 183                              | Alan Hatherly (RSA)          |                      |
| 184                              | Asbjørn Hellemose (DEN)      |                      |
| 185                              | Paul Double (GBR)            |                      |
| 186                              | Luke Plapp (AUS)             |                      |
| 187                              | Mauro Schmid (SUI) (route)   |                      |
| Directeur sportif : Rafael Valls |                              |                      |

| Groupama-FDJ GFC                     | Groupama-FDJ GFC          | Groupama-FDJ GFC |
| ------------------------------------ | ------------------------- | ---------------- |
| Num                                  | Coureur                   | Pos              |
| 191                                  | Clément Braz Afonso (FRA) |                  |
| 192                                  | Kevin Geniets (LUX)       |                  |
| 193                                  | Romain Grégoire (FRA)     |                  |
| 194                                  | Olivier Le Gac (FRA)      |                  |
| 195                                  | Eddy Le Huitouze (FRA)    |                  |
| 196                                  | Rémy Rochas (FRA)         |                  |
| 197                                  | Brieuc Rolland (FRA)      |                  |
| Directeur sportif : Philippe Mauduit |                           |                  |

| Alpecin-Deceuninck ADC                                | Alpecin-Deceuninck ADC | Alpecin-Deceuninck ADC |
| ----------------------------------------------------- | ---------------------- | ---------------------- |
| Num                                                   | Coureur                | Pos                    |
| 201                                                   | Tibor Del Grosso (NED) |                        |
| 202                                                   | Quinten Hermans (BEL)  |                        |
| 203                                                   | Jimmy Janssens (BEL)   |                        |
| 204                                                   | Xandro Meurisse (BEL)  |                        |
| 205                                                   | Henri Uhlig (GER)      |                        |
| 206                                                   | Stan Van Tricht (BEL)  |                        |
| 207                                                   | Emiel Verstrynge (BEL) |                        |
| Directeur sportif : Preben Van Hecke, Jens Keukeleire |                        |                        |

| Ineos Grenadiers IGD                             | Ineos Grenadiers IGD               | Ineos Grenadiers IGD |
| ------------------------------------------------ | ---------------------------------- | -------------------- |
| Num                                              | Coureur                            | Pos                  |
| 211                                              | Andrew August (USA)                |                      |
| 212                                              | Omar Fraile (ESP)                  |                      |
| 213                                              | Michał Kwiatkowski (POL)           |                      |
| 214                                              | Victor Langellotti (MON)           |                      |
| 215                                              | Michael Leonard (CAN)              |                      |
| 216                                              | Óscar Rodríguez Garaicoechea (ESP) |                      |
| 217                                              | Ben Swift (GBR)                    |                      |
| Directeur sportif : Imanol Erviti, Xabier Zandio |                                    |                      |

| Uno-X Mobility UXM                                     | Uno-X Mobility UXM            | Uno-X Mobility UXM |
| ------------------------------------------------------ | ----------------------------- | ------------------ |
| Num                                                    | Coureur                       | Pos                |
| 221                                                    | Anders Johannessen (NOR)      |                    |
| 222                                                    | Tobias Johannessen (NOR)      |                    |
| 223                                                    | Simon Dalby (DEN)             |                    |
| 224                                                    | Jonas Iversby Hvideberg (NOR) |                    |
| 225                                                    | Johannes Kulset (NOR)         |                    |
| 226                                                    | Andreas Kron (DEN)            |                    |
| 227                                                    | Anders Skaarseth (NOR)        |                    |
| Directeur sportif : Leonard Snoeks, Gino Van Oudenhove |                               |                    |

| Burgos-Burpellet-BH BBH           | Burgos-Burpellet-BH BBH    | Burgos-Burpellet-BH BBH |
| --------------------------------- | -------------------------- | ----------------------- |
| Num                               | Coureur                    | Pos                     |
| 231                               | Mario Aparicio (ESP)       |                         |
| 232                               | Josh Burnett (NZL)         |                         |
| 233                               | José Luis Faura (ESP)      |                         |
| 234                               | Ander Okamika (ESP)        |                         |
| 235                               | Sergio Chumil (GUA)        |                         |
| 236                               | Merhawi Kudus (ERI)        |                         |
| 237                               | Carlos García Pierna (ESP) |                         |
| Directeur sportif : Damien Garcia |                            |                         |